# 우문보회
우문보회(宇文普回, ?~?)는 선비족(鮮卑族) 일파인 우문씨(宇文氏)의 시조이다. 『주서(周書)』에 의하면, 우문보회는 염제(炎帝) 신농씨(神农氏)의 후예로 사냥할 때에 세 개의 옥새(玉璽)를 습득하였는데, 위에는 '황제새(皇帝璽)'라고 쓰여 있어 하늘이 내려주신 것이라고 생각하였다. 선비족은 하늘을 '우(宇)'라고 하였고 임금을 '문(文)'이라고 하였기에 그의 부락을 우문국(宇文國)이라고 하고 우문씨를 성으로 삼았다.